# Draai het om
Draai het om is een lied van de Algerijns-Franse rapper Boef. Het werd in 2018 als single uitgebracht.

## Achtergrond
Draai het om is geschreven door Sofiane Boussaadia en geproduceerd door Yung Felix. Het is een lied uit het genre nederhop. In het lied rapt de artiest over zijn levensstijl. Het lied is, na de eerder in 2018 uitgebrachte serieuzere tracks Antwoord en Sofiane, een lied dat kan worden beschreven als een "clubhit". In de bijbehorende videoclip zijn naast de rapper ook de artiesten Ronnie Flex, Bizzey en de leden van SBMG te zien. De single heeft in Nederland de platina status.

## Hitnoteringen
De rapper had succes met het lied in de hitlijsten van het Nederlands taalgebied. Het piekte op de derde plaats van de Single Top 100 en stond veertien weken in deze lijst. In de Nederlandse Top 40 stond het zeven weken genoteerd, waarin het kwam tot de achttiende plaats. De Vlaamse Ultratop 50 werd niet bereikt; hier kwam het tot de tiende plaats van de Ultratip 100.